# Phoradendron microphyllum
Phoradendron microphyllum är en sandelträdsväxtart som först beskrevs av Johann Baptist Emanuel Pohl och Dc., och fick sitt nu gällande namn av Trelease. Phoradendron microphyllum ingår i släktet Phoradendron och familjen sandelträdsväxter. Inga underarter finns listade i Catalogue of Life.